# Holden (Massachusetts)
Holden es un pueblo ubicado en el condado de Worcester en el estado estadounidense de Massachusetts. En el Censo de 2010 tenía una población de 17.346 habitantes y una densidad poblacional de 184,41 personas por km².

## Geografía
Holden se encuentra ubicado en las coordenadas 42°21′21″N 71°51′45″O / 42.35583, -71.86250. Según la Oficina del Censo de los Estados Unidos, Holden tiene una superficie total de 94.06 km², de la cual 90.87 km² corresponden a tierra firme y (3.4%) 3.2 km² es agua.

## Demografía
Según el censo de 2010, había 17.346 personas residiendo en Holden. La densidad de población era de 184,41 hab./km². De los 17.346 habitantes, Holden estaba compuesto por el 94.09% blancos, el 1.06% eran afroamericanos, el 0.06% eran amerindios, el 2.98% eran asiáticos, el 0.01% eran isleños del Pacífico, el 0.55% eran de otras razas y el 1.25% pertenecían a dos o más razas. Del total de la población el 2.15% eran hispanos o latinos de cualquier raza.